# История Тибета

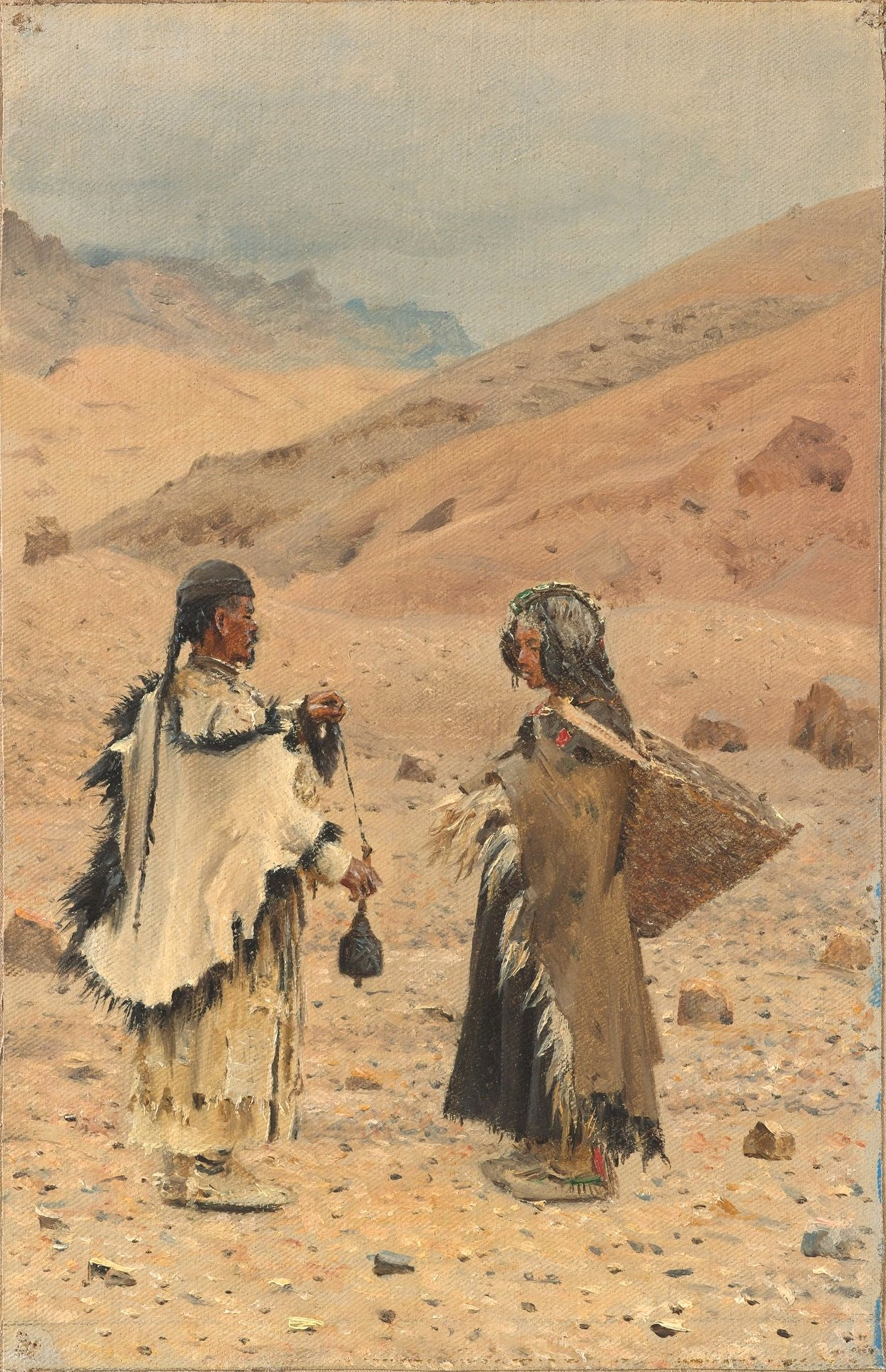
Жители Западного Тибета. В. Верещагин

Тибет находится между двумя центрами древнейшей культуры — Индией и Китаем, но географическое положение Тибета таково, что он практически изолирован от них. Нет данных о том, что тибетцы произошли из Центральной Азии или из Восточной Азии, но на основании того, что их язык входит в сино-тибетские языки вместе с китайским и бирманским, можно строить гипотезы о совместном происхождении этих народов. Тем не менее все исторические свидетельства начинаются с времён, когда тибетская культура уже существовала независимо от соседей.

## Предыстория

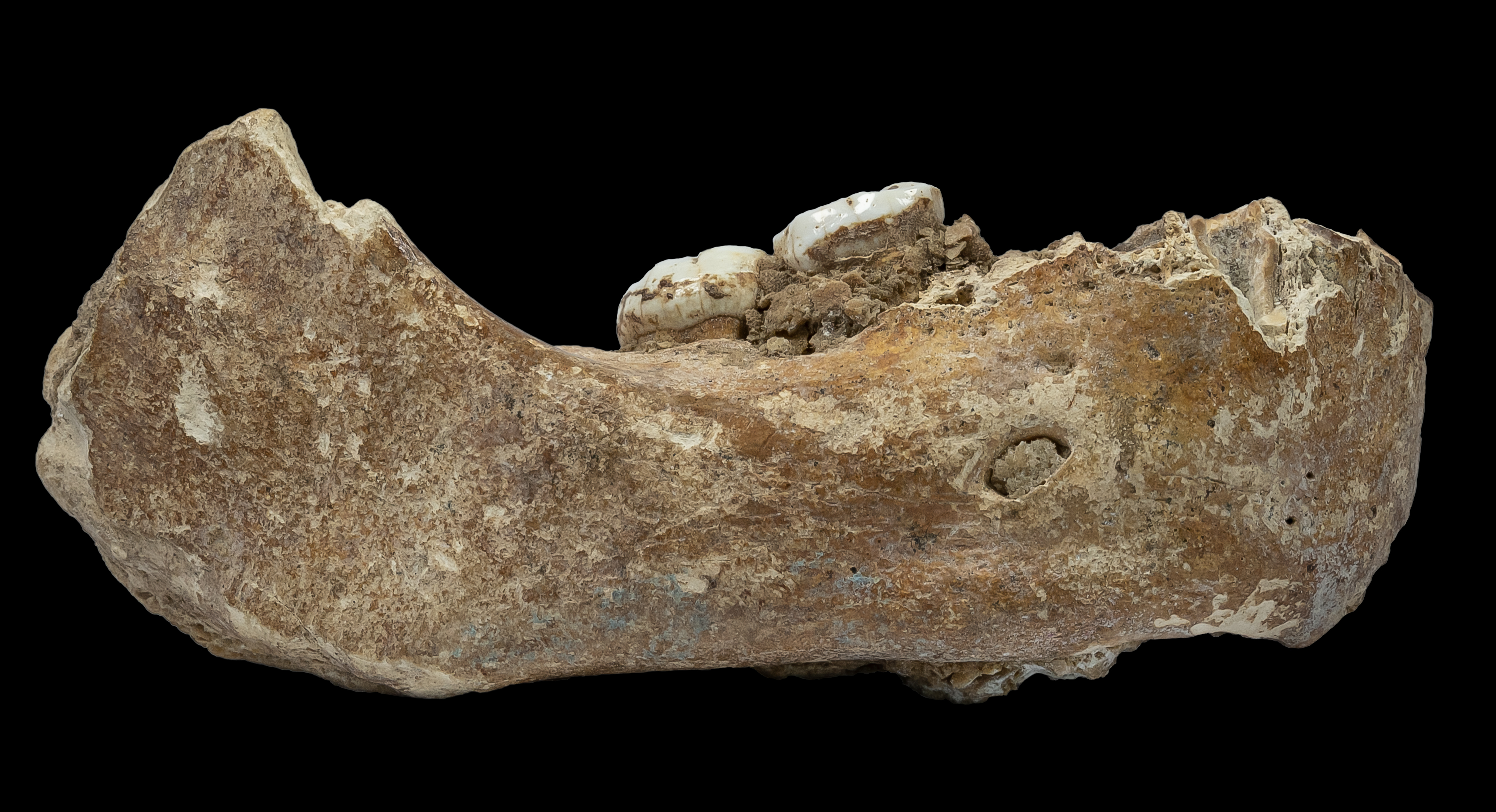
Челюсть денисовца из пещеры Байшия

По данным палеопротеомики, к денисовскому человеку был близок живший 160 тыс. лет назад обитатель карстовой пещеры Байшия, находящейся в уезде Сяхэ (Ганьсу). На палеолитическом памятнике Цзянцзюньфу 01 (Jiangjunfu 01 или JJF01) оптическое датирование отложений из культурных слоёв, содержащих простые каменные орудия, показывает, что это место было заселено гоминидами в более тёплых межледниковых условиях ∼120—90 тыс. лет назад.
Возраст самых древних артефактов, найденных на территории Тибета (Тингри), датируется в 50 тыс. лет, и они представлены каменными рубилами и скребками. В центральной части нагорья на высоте 4,6 тыс. метров в Нвия Деву люди жили 30—40 тыс. лет назад. Nwya Devu имеет некоторое сходство с памятниками раннего верхнего палеолита (EUP) Кара-Бом в Горном Алтае и Tolbor-21 в Северной Монголии. За этим последовали два периода появления людей на Тибете: 16 и 8 тыс. лет назад.
Последующие свидетельства о проживании людей в Тибете относятся к 3000-2000 годам до н. э.
Неолит датируется VI веком до н. э. и представлен керамикой, следами скотоводства и мотыжного земледелия (Каруй — близ Чамду). Культура Чойгун маркирует собой начало бронзового века.
На плато Чангтан были найдены доисторические укрепления на холмах железного века и погребения, но пока нет убедительного объяснения их происхождения. Согласно тибетским текстам, изначально тут располагалась страна Шангшунг, от которой началась религия бон.

## Ранний исторический период
В конце VI — начале VII века так называемая Ярлунгская династия тибетских царей постепенно подчинила себе соседние племена и создала царство Тубо. Период Ярлунгской династии слабо освещён в литературе. Династическая хронология вызывает споры.
Между тибетскими правителями и танским Китаем были заключены династические браки, благодаря им, а также благодаря неофициальным обменам между населением Китая и Тибета политические, хозяйственные и культурные связи внутреннего Китая с Тибетом получили дальнейшее развитие. Во второй половине IX-го века царство Тубо пришло в упадок. В тибетской истории предшествовавший этому период называется периодом правления «гамбо», а последующие 300 лет — периодом раскола. В период раскола в силу вошли местные родовые правители, враждовавшие друг с другом. В Китае это время также было смутным (Эпоха «пяти Династий и Десяти царств» и последующая династия Сун), когда в стране то и дело менялась власть и шли нескончаемые войны.
В середине XIII века Тибет попал в зависимость от Монгольской империи. После того, как Китай вышел из состава Монгольской империи, китайская империя Мин безуспешно требовала от Тибета установить порядок назначения высших тибетских религиозных вождей и районной администрации.

## Легендарное происхождение Тибета
Согласно некоторым тибетским историческим сочинениям, начало тибетскому народу положил бодхисаттва Авалокитешвара в облике обезьяны, вступивший в брак с горной демоницей, чтобы укротить её жестокий нрав. Потомками этого союза были первые тибетцы.
Первый царь Тибета Ньяти-цэнпо (Gnya'-khri-btsan-po) спустился с неба или прибыл из Индии и почитался как божество. Он всё время поддерживал контакт с небом с помощью верёвки и не умер, а вернулся по верёвке на небо. Легендарный царь Дигум-цэнпо (Dri-gum-brtsan-po) спровоцировал своего конюха на драку, во время которой его небесный шнурок оборвался, и он был убит. Дигум-цэнпо и все последующие цари умирали как обычные люди, и их кремировали.
В правление Лхатотори Ньянцэна (Lha tho-tho-ti gnyan-btsan) с небес упали священные тексты tsinta ma ni’i gzungs («Чинтамани-дхарани») и spang bkong phyag rgya ma. В Синей Летописи указано, что, возможно, это было придумано для бонцев, которые почитали священное небо, а на самом деле тексты были привезены Буддхаракшитой (Лосэмцо) и переводчиком Литэсэ.

## Тибетская империя
Более детально тибетская история известна c VII по XI век, когда империя распространялась от Бенгалии (и Индийского океана) на юге до Монголии на севере. В период максимального могущества в империю входила также территория, которую занимают сейчас Бангладеш, Ассам, Бутан, Аракан.
Тибетцы противостояли в большей степени Китаю, чем Индии.

### Первое упоминание в истории
Первое упоминание Тибета в истории можно встретить в «Географии» Клавдия Птолемея под названием βαται, в греческой транскрипции названы как Bod. Следующее упоминание Тибета встречается в китайских текстах, как Фа 發. Первая запись в истории Тибета, получившая подтверждение и из других источников о царе Намри Сонгцене (Gnam-ri-slong-rtsan), пославшем посла в Китай в начале седьмого столетия (Beckwith, C. Uni. of Indiana Diss. 1977).

### Ярлунгская династия
Детально события Ярлунгской династии известны, начиная с правления царя Сонгцена Гампо.

#### ПравлениеСонгцэна Гампо(617—650)

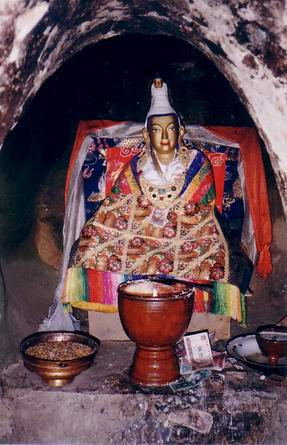
Царь Сонгцен Гампо (пещера в Йерпа)

Царь Сонгцэн Гампо известен тем, что при нём в Тибет пришел буддизм. Про него сложено много противоречивых и фантастических легенд, отчего восстановить исторически ход событий непросто.
Сонгцен Гампо потребовал от китайцев дать ему в жёны принцессу, но получил отказ. Тогда он провёл удачную военную операцию против китайцев в районе озера Кукунор к северо-востоку от Тибета, и китайский император в конце концов дал согласие на брак. После брака в 640 году установился долгосрочный мир между Тибетом и Китаем.
В 663 году тибетская армия разгромила государство Тогон (в тибетской традиции 'A-zha) в районе озера Кукунор.
После смерти Сонгцена Гампо формально власть перешла к его внуку, но реально страной стал править министр, а буддизм пришёл в упадок.

#### ПравлениеТрисонг Децена(755—797)
Царь Трисонг Децен восстановил в стране Учение Будды, пригласив для этой цели из Индии великих индийских гуру Шантаракшиту и Падмасамбхаву, которые организовали перевод с санскрита текстов Учения и создали буддийскую сангху Тибета. В Центральном Тибете был построен монастырский университет Самье, который до сих пор является одним из важнейших центров буддизма.
Во время правления Трисонга Децена произошла знаменитая двухлетняя дискуссия в монастыре Самье между китайским монахом Хэшаном и Камалашилой, учителем тантрического буддизма. Царь Трисонг Децен признал, что в диспуте победил Камалашила, и с тех пор в Тибете прочно установился тантрический буддизм. (см. также Дискуссия в Самье)
В начале правления империя была в упадке, отпали или бунтовали окраины, с запада подступали арабы. В 763 году Трисонг Децен в ответ на давление со стороны Китая собрал армию в 200 тысяч воинов и направил её на север, дойдя до китайской столицы Чанъаня. Китайский император был вынужден бежать. В 783 году был заключён мирный договор между Китаем и Тибетом, по которому за Тибетом закрепились земли в районе Кукунора.
Трисонг Децен заключил союз с царём Наньчжао Имобсуном, и в 778 году предпринял атаку на китайскую территорию в провинции Сычуань.
Трисонг Децен предпринял также походы на запад, достигнув реки Оксус, и столкнулся с арабским халифом Гарун аль-Рашидом. Халиф смог договориться с китайским императором об альянсе против Тибета, в результате чего экспансия Трисонг Децена была остановлена. В последующие годы своего правления Трисонг Децен был занят войной на два фронта — с арабами на западе и с китайцами на севере и на востоке, вплоть до 797 года.

#### ПравлениеРалпачана(815—838)
Ралпачан, внук царя Трисонг Децена, пригласил мастеров, скульптуров, художников из Непала, Индии, Китая, Кашмира для выполнения задуманного им плана строительства буддийских храмов и монастырей. Он ввёл в органы управления страной монахов, дав им права решающего голоса наравне с главными министрами, приравняв статус монаха к статусу высшего чиновничества.
Во время его правления государство активно поддерживало переводы буддийских сочинений с санскрита на тибетский язык.
В 822 был заключён мирный договор с Китаем, подтверждающий право тибетцев на занятую территорию.
Во время правления Ралпачана империя ослабевала, правительство погрузилось в запутанные интриги, активность проявили сторонники религии Бон.

#### ПравлениеЛандармы(838—841)
В результате переворота царь Ралпачан был убит, власть получил Ландарма, который опирался на бонских сторонников и жестоко преследовал буддизм. Монахи и учёные вынуждены были скрыться в дальних провинциях или бежать в сопредельные страны.
После смерти Ландармы империя распалась на много малых царств: Гуге, Ладак, Пулань и др. С этого момента на несколько сотен лет отсутствует систематическое изложение тибетской истории.

## Раздробленный Тибет (842—1247)
После смерти Ландармы возник спор из-за престола между наследником Юмтэном (Вайли: Yum brtan) и другим сыном (или племянником) Вёсуном (Вайли: 'Od-srung) (или 843—905 или 847—885). Началась гражданская война, которая продолжалась до того времени, когда школа Сакья получила контроль над страной. Вёсун и его союзники контролировали Лхасу, а Юймтэн завоевал Ярлунг, и установил свою династию. В 910 гробницы императоров были осквернены.
Сыном Вёсуна был Пэлкорцэн (Пэл Корцэн) (Вайли: Dpal 'khor brtsan) (или 893—923 или 865—895). Он контролировал большую часть центрального Тибета, и вырастил двух сыновей, Таши Цэнцана (Вайли: Bkra shis brtsen brtsan) и Тикьимдина (Вайли: Khri khyi lding), его называли Кайдэ Ньигон [Вайли: Skyid lde nyi ma mgon] в некоторых летописях. Тикьимдин уехал в верхний Нгари (Вайли: Stod Mnga ris) и женился на девушке из центрально-тибетской знати, от них пошла западная династия.
После распада Тибетской империи в 842 году Ньима-Гон, потомок древнего тибетского царского рода, основал Ладакскую династию. Царство Ньима-Гона располагалось на востоке современного Ладака. Кайде, его старший сын, стал править в Мар-юл (Ладак), а два младших сына получили Западный Тибет, основав царство Гуге и Пу-ран. Позже старший сын царя Гуге, Кор-ре, называемый Джанчуб Еше Вё (Byang Chub Ye shes' Od), стал буддийским монахом. Он отправил молодых учёных в Кашмир для обучения и приглашения Атиши в Тибет в 1040, что стало началом Чидар (Phyi dar) — позднее распространение, второй этап тибетского буддизма. Младший сын, Сон-э, управлял повседневными делами государства; его сыновья продолжили династию.
Центральная царская власть практически не контролировала центральный Тибет с 842 по 1247 годы, но буддизм укрепился в Каме. В правление Ландармы три монаха бежали из Лхасы к горе Дээнтиг в Амдо. Их ученик Музу Сэлбар (Mu-zu gSal-'bar), позже ставший известным учёным Лаченпо Гёнпа Рабсэлом (Bla chen po Dgongs pa rab gsal) (832—915 или 892—975), восстановивший Буддизм в северо-восточном Тибете, и ставший родоначальником школы Ньингма (Rnying ma pa) . Однако, в соответствии с традицией, один из потомков Вёсуна, который владел землями около Самье, послал 10 юношей в ученики к Гёнпа Рабсэлу. Среди них был Лумэ Шераб Цултим (Klu-mes Shes-rab Tshul-khrims) (950—1015). После обучения они вернулись в У-Цанг. Молодые учёные смогли организовать приезд Атиши в начале 1042 и распространить учение буддизма в Лхо-кха (южный Тибет). В этом регионе Учение было очень сильным и был основан Монастырь Сакья — школа Сакья в 1073 году. Следующие два века Сакья доминировала в политическом, религиозном и культурном плане. Монастырь Цурпху, основная резиденция Кармапы был основан в 1155.
На северо-востоке (на землях, захваченных Тибетом в ходе танско-тибетских войн) возникло государство Гусыло.

## Тибетская теократия

### Восстановление буддизма
Со смертью Ландармы произошёл распад Тибета на несколько независимых княжеств. Гонения на буддизм прекратились, но в то же время он утратил поддержку со стороны центрального правительства, которого теперь не существовало. Вё Сун и Пэл Корцэн продолжали строить храмы и монастыри. Многие тантристы прятались до времени и вели жизнь обычных мирян, практикуя тайно.
Учение оживилось, когда из Кама прибыли монахи. Тибетские учёные ламы по-разному описывали продолжительность упадка буддизма, но усреднённо: 901—1009. Учитель Лумэ Шераб Цултим (kLu me) и Сумпа Еше Лодой первыми начали строить новый храм, но неудачно. Появились группы монахов, которые назывались 4 колоны, 8 балок, 32 стропила и опоры. Из Кама приехал Рагши Цултим (Rag shi Tshul khrims) и Ба. Бацун Лодой Чжуннэ, ученик Буцела Церхана. Его ученик Чен-вёг Лодой Гьялцэн (sPyan 'og bLo gros rgyal mtshan) построил много храмов, включая Чжэ. Дин Еше Йонтэн при помощи Лхалуна создал монашеские общины в Камсун Сан-кхане. Чёгкьи Догпа и Гэпэ-лхакане с учениками построили монастыри в У-ру Карчуне, Тэггу и других местах. В 978 прибыли Шестеро из У-Цанга и посвятили много монахов.

### Поздняя проповедьУчения. Начальный этап.
В скиту Пэл Чувори три монаха Марпэн Шакьямуни из Йорто, Йо Гэчжун из Танчундо и Цан Рабсэл из Гьярабпа взяв с собой книги по Винае и Абхидхарме, Кармашатака, бежал в Западный Тибет. Они шли ночами и достигли Ари. Оттуда, скорее всего, в Уйгурию (Хоргьи-юл). Они жили у учёного Шакьяб Шераба и от него поехали в Амдо.
У тамошнего царя был bka' blon — главный министр Додаг Нанти-сумчжэ. В 891 он умер и переродился в селении Цонха Дэкам в 892. Он вырос и получил мантры от Нон Чжампэла в скиту Шинпён. По свидетельству Бан Ринчэна Дорджи он имел видение Авалокитешвары. Он изучал мадхьямику и ньяю с Кьи Гьялвэ-Цугтором и йогатантру с Нам Гэндэн Жанчубом. Он решил принять монашество. Его наставниками при посвящении были Цан Рабсэл (упадхьяя), а Йо и Map были наставниками (ачарьями).
Ему было дано имя Гэвасэл (Лаченпо). Он отправился на север и пришел в крепость Чанинцэ (Чанъичун, в Гуанчжоу) в Си-ся. Там он изучал Винаю с Сэнгэтагом из Горона, и во многом преуспел.

## Монгольская империяЮань
Ряд виднейших буддийских учителей Тибета обитал при дворе монгольских владык. Это позволило не только избежать полного разорения Тибета монголами, но и сделало тибетскую традицию международной, принятой всеми монгольскими народами (халха-монголами, бурятами, ойрат-калмыками и затем тюркоязычными тувинцами и алтайцами), что со временем содействовало значительному изменению нравов кочевников в сторону уважения к чужой жизни, к духовным идеалам и учёности.

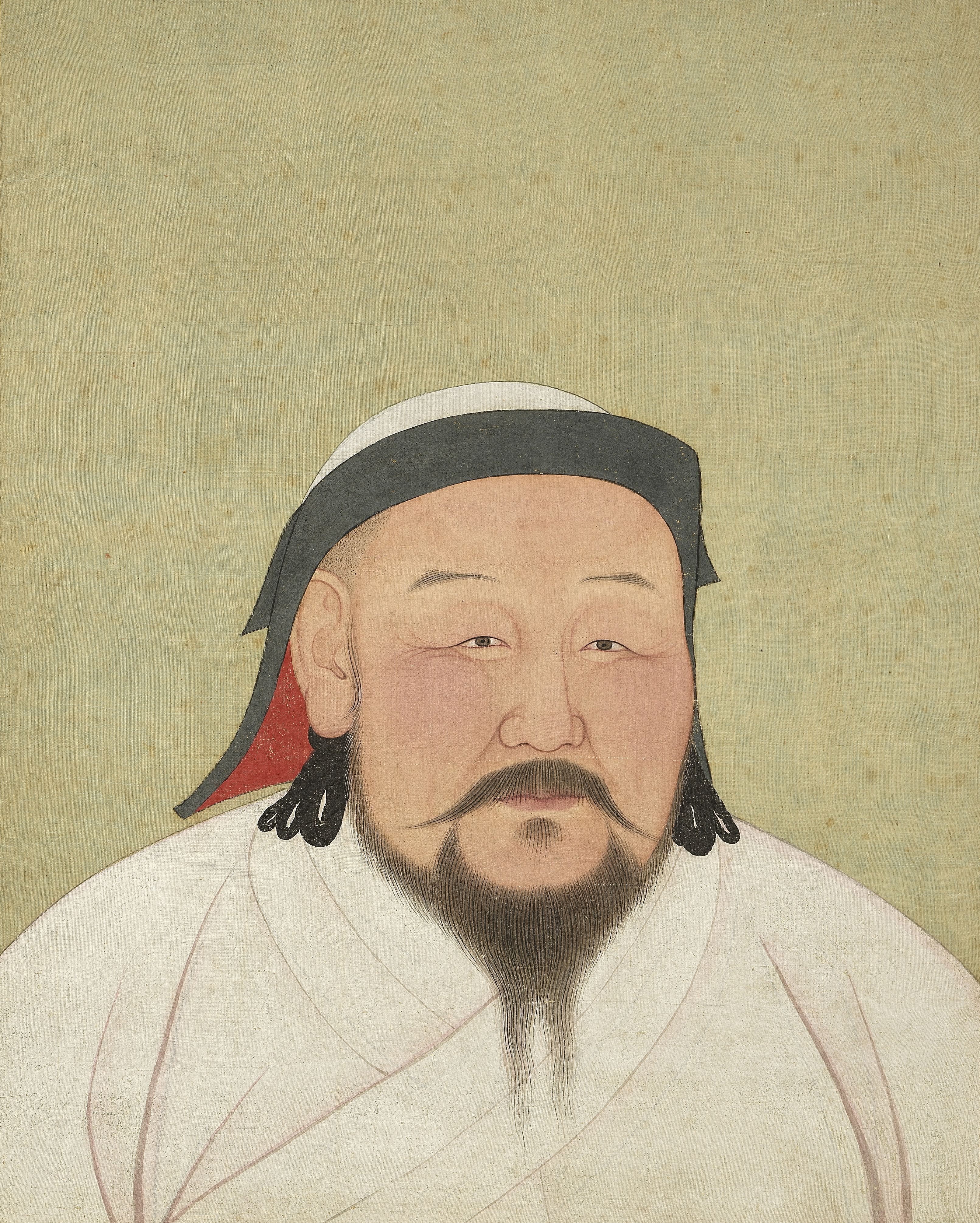
Хан Хубилай

В 1227 году войска Чингис-хана полностью уничтожили Тангутское государство Си Ся, расположенное непосредственно к северу от Тибета, и установили на его территории прямое правление. В 1239 году сын Великого хана Угедея, Годан-хан, ставка которого располагалась вблизи Ланьчжоу, отправил в Тибет боевую разведывательную экспедицию под командованием Легдже и Дорда-дархана. По возвращении Дорда-дархан доложил, что в Тибете несколько буддийских школ, из которых самая влиятельная — школа Сакья.
В 1245 году в ставку Годана прибыл по его приглашению Сакья-пандита (1182—1251), глава школы Сакья, со своим юным племянником Пагба-ламой (1235—1280). Сакья-пандита был известным буддийским учителем, написавшим множество трудов буддийской традиции. Он обосновался при дворе Годана, проповедовал гуманистические основы буддизма в среде монгольской знати и вплоть до своей смерти обеспечивал своим авторитетом невмешательство Монгольской империи в дела Тибета, с одной стороны, и выплату дани тибетцами монголам, с другой стороны. Он сформулировал принцип «чой-йонг», «наставник — покровитель», в рамках которого духовный авторитет превосходит светскую власть, и соответственно Тибет не вассальная территория империи, а опекаемая империей резиденция духовного наставника государства. Для монголов, которые согласно Ясе Чингис-хана как правило относились ко всем религиям с уважением и не облагали налогами монастыри и церкви, эта позиция оказалась понятной. Невыплата налогов отдельными светскими правителями привела к монгольскому карательному вторжению в Тибет только в 1251, после смерти Сакья-пандиты.
В 1253 году Сакья-пандита был приглашён будущим императором Хубилаем в Пекин, но поскольку он уже умер, вместо него Годан отправил к Хубилаю подростка Пагба-ламу. В 1260 году, когда Хубилай провозгласил себя императором и основал империю Юань, по которой стал назваться удел Великого хана монголов, в который входили Монголия, Китай и некоторые другие территории. Пагба-лама стал «наставником государства», распространив таким образом авторитет тибетского буддизма на территорию Монгольской империи, частью которой стал Китай. Хубилай использовал тибетский буддизм для противостояния ассимиляции со стороны китайской культуры в лице даосизма и конфуцианства. В частности, Пагба-лама по его заданию создал т. н. квадратное письмо, призванное служить единой системой записи всех языков империи (в первую очередь на монгольском, тибетском, уйгурском и китайском). Хубилай вручил Пагба-ламе духовное руководство Тибетом (13 областей Уя, Цзана и Кхама), с правом назначения Пагба-ламой светского правителя. Около 70 лет Тибет был теократическим государством под властью иерархов Сакья. Очередное нападение монголов на Тибет случилось в 1281 году, поскольку до них дошли доносы о том, что Пагба-лама был отравлен приближёнными назначенного им светского правителя Тибета, Гунга-Сангпо.
При Хубилае была проведена серия переписей населения в Тибете и создана цепь из 27 уртонных (ямских) станций между монастырём Сакья и Ханбалыком (Пекином). Хубилай учредил в 1288 году ведомство по тибетским делам, Цзунчжиюань. Монгольские императоры выделяли средства на ремонт монастырей (помимо императорских подарков Пагба-ламе, которые он раздавал тибетским иерархам во время визитов на родину).
При дворах монгольских владык присутствовали иерархи Карма Кагью с центром в Цурпху, но их позиция не была стабильной. Иногда они становились приближёнными при монгольском дворе. Карма Багши (1204—1283) обитал при монгольском дворе в Каракоруме, и во время междоусобицы между Хубилаем и Ариг-Бугой оказался на стороне последнего, а когда Ариг-Буга проиграл, Карма Багши был репрессирован.
Карма Кагью приобрела влияние при последнем монгольском императоре в Пекине — Тогон-Тэмуре, и Кармапа Ранчжунг Дордже принимал участие в его коронации, а юный Ролпэ Дордже обучал императора в течение 3 лет. В 1368 году народное восстание привело к отделению Китая от Монгольской империи. Тогон-Тэмур спасся бегством в монгольскую степь, где в 1370 году умер.
Дрикунг-Кагью также претендовала на главенство в Тибете. В 1290 году между Сакья и монастырём Дрикунг начался вооружённый конфликт, который вызвал очередное прямое вмешательство монголов, разбивших сторонников Дрикунг в битве при Пэмо-Танге.
Дрикунг остался центром противостояния Сакья, и на фоне ослабления монгольской империи Юань в 1354 выходец из рода, связанного с Дрикунг, Чангчуб Гьялцен стал фактическим светским главой Тибета.
Отношения империи Юань с Тибетом не являются отношениями Тибета с Китаем, так как Юань — это монгольское, а не китайское государство, в него покорённый Китай входил лишь как одна из составных частей.

## Китайскаяимперия Мин

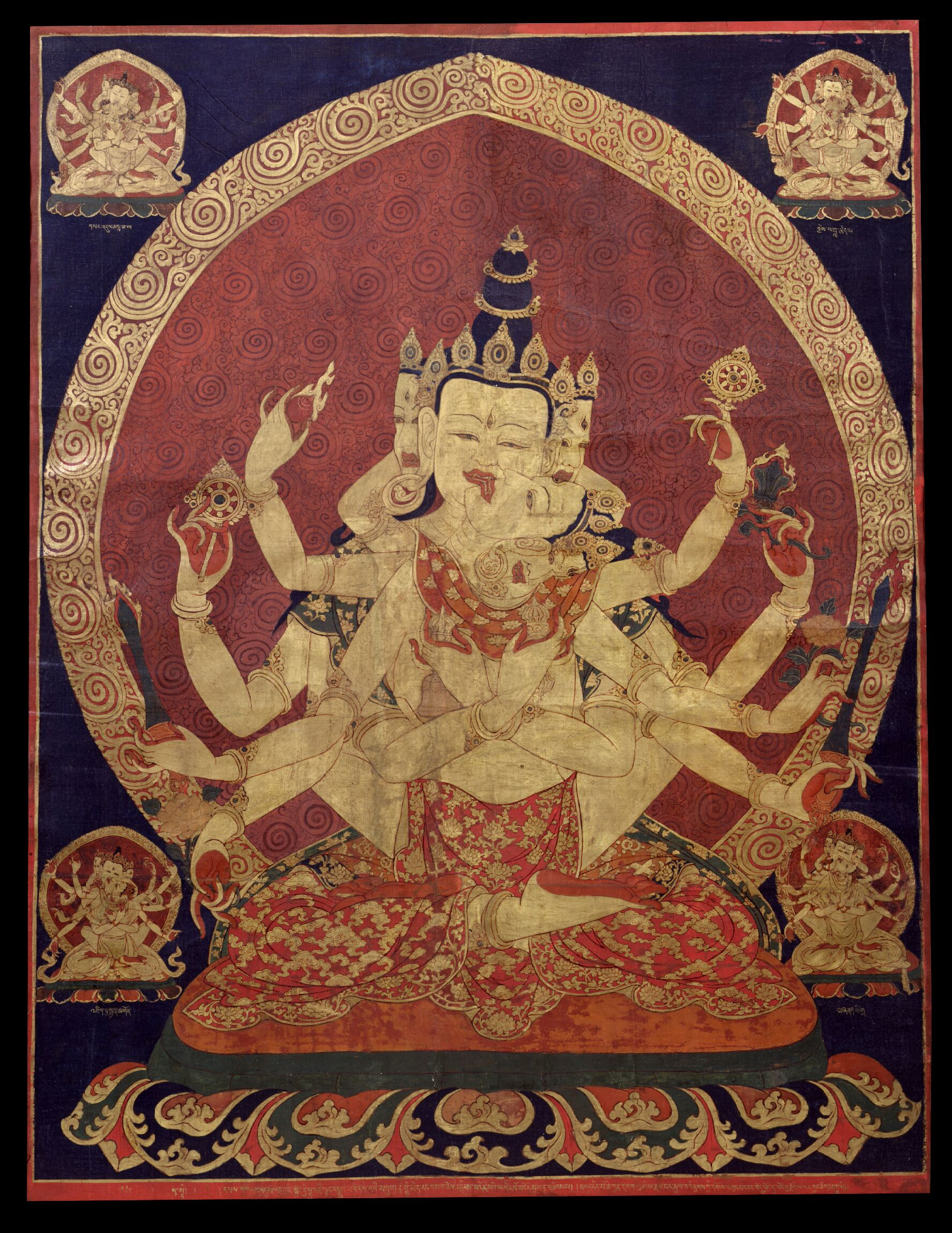
Тибетская танка XVII века. Минский двор получал тибетские товары, включая и подобные танки, в качестве подарков, и в ответ одарял тибетских посланцев.

В некитайской историографии принято считать, что во времена китайской империи Мин Тибет оставался независимым от соседа, в то время как в самом Китае распространена точка зрения, отражающая старую китаецентристскую традицию. «Мин ши» утверждает, что императоры Мин создали институт внешнего надзора, в обязанности которого входило руководство тибетской администрацией в то время как тибетские официальные лица должны были подтвердить прежние должности и титулы, данные им ранее юаньским императором, а руководителям тибетских буддийских школ даровались новые высокие титулы. Однако же, Таррелл В. Уайли считает, что цензура, действовавшая во времена, когда была написана книга, вынуждала автора исказить историю китайско-тибетских отношений ради прославления минских императоров. Существует гипотеза, что имел место чисто формальный сюзеренитет, но отношения прервались окончательно, когда император Цзяцзин (1521—1567) принялся принуждать придворных исповедовать конфуцианство в ущерб буддизму. Хельмут Хоффман полагает, что минское господство над Тибетом имело чисто номинальный характер, и по сути дела, сводилось к тому, что при Минском дворе время от времени появлялись тибетские эмиссары с приношениями для правящего императора, а тот имел формальное право даровать титулы правящим ламам при том, что не мог реально вмешаться в дела управления. Авторы из КНР Ван Цзявэй и Ньима Гьялцен, не соглашаясь с подобным предположениям, утверждали, что власть минского императора над Тибетом была вполне реальной и тибетцы не передавали по наследству дарованные императором титулы, но вынуждены были посещать Пекин, чтобы получать их из рук императора. Мелвин С. Голдстейн в свою очередь, пишет, что империя Мин не имела подлинных рычагов воздействия на Тибет, так как многочисленные титулования, полученные тибетскими руководителями, бывшими уже у власти, не давали им дополнительных полномочий, как то было во времена Юаньской империи; с его точки зрения «Минским императорам приходилось считаться с реальным положением вещей». Некоторые исследователи также указывают, что во многих работах недооценивается религиозная составляющая в отношениях Минского двора с тибетскими ламами. Другие обращают внимание на торговый аспект отношений, замечая, что из-за постоянной нужды в лошадях империя Мин придавала исключительное значение меновой торговле, где лошадей получали в обмен на китайский чай. Идут также споры о том, насколько мог Минский двор де-факто влиять на сменявшие друг друга у власти кланы властителей Тибета — Пхагмодру (1354—1436), Ринбунг (1436—1565), и Цангпа (1565—1642).
В течение XIV столетия предпринималось несколько попыток вооруженного вторжения в Тибет, но его жители успешно отражали подобные вылазки. Патрисия Эбрей, Томас Лэйярд, Ван Цзявэй и Ньима Гьялцен единодушны в том, что Минская империя, в отличие от Монгольской, не имела на тибетской территории постоянных гарнизонов. Император Ваньли (1572—1620) пытался, начиная с 1578 года, строить отношения с соседями на принципах монголо-тибетского альянса, что в свою очередь обусловило Цинскую (1644—1912) политику по отношению к Тибету и оказанную в это время поддержку Далай-ламы и буддийской школе Гэлуг. В конце XVI столетия, под предлогом защиты Гэлуг, монголы постоянно наращивали своё присутствие в Амдо, и в конечном итоге Гуши-хан (1582—1655) покорил Тибет в 1642 году.
По мнению большинства исследователей, Тибет не был частью империи Мин. Внешние атрибуты подчинения служили в основном для «внутреннего пользования» в Китае — легитимации власти императора Срединного государства как владыки мира в глазах подданных. Так, в официальном списке «данников» империи Мин было более 100 территорий, многие из которых даже не имели границ с Китаем: Бадахшан, Аравия, Самарканд и т. д. «Данниками» объявляли все государства, из которых приходили послы, купцы и т. д.

## Возвышение школыГэлуг

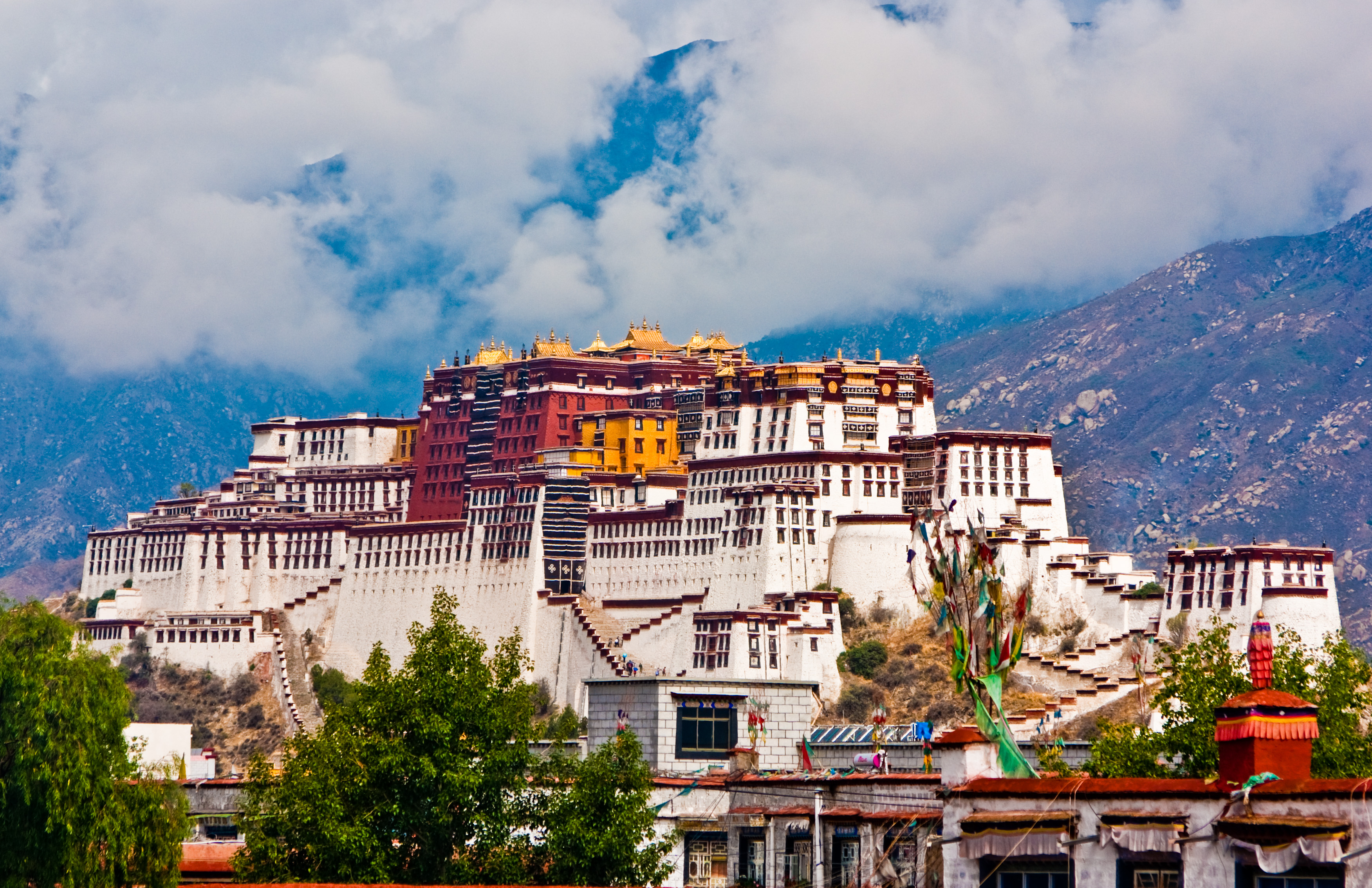
Дворец Потала в Лхасе

В истории возвышения школы Гэлуг сыграли большую роль хошуты, которые являются одной из этногрупп современных калмыков. Хошуты осели в районе озера Кукунор, на территории нынешней китайской провинции Цинхай, после разгрома в 1637 году монгольского феодала Цогто-тайджи и окончательной победы над противниками школы Гелуг, образовав в 1642 году Хошутское ханство. Здесь им было суждено сыграть решающую роль в истории соседнего Тибета. Гуши-хан (правитель хошутов) был обращен в буддизм тибетской школы Гелуг или, как её ещё называли, «желтошапочников» (по цвету шапок, которые носили священнослужители этой школы). Гуши-хан в 1642 объявил Далай-ламу V полновластным владыкой всех буддистов центрального Тибета, став при нём светским правителем вплоть до своей кончины в 1655 году.
В годы правления Гуши-хана столицей единого Тибета была официально провозглашена Лхаса, резиденция Далай-ламы и его правительства. К этому же времени относится начало работ по возведению дворца Далай-лам Потала, выдающегося памятника тибетской архитектуры.

## Империя Цин
После падения империи Мин Китай был завоёван маньчжурами и стал неотъемлемой частью маньчжурской империи Цин. Маньчжурский император Айсиньгиоро Сюанье, правивший под девизом «Канси», ставил своей целью разгром Джунгарского ханства и покорение Тибета. Политическая обстановка в этих странах облегчала реализацию политики Пекина. В 1705—1710 годах в Тибете разгорелась вооружённая борьба за власть между хошутским правителем Лхавзан-ханом и тибетским регентом Сангье-гьяцо (Санчжай Чжамцо). Пытаясь установить своё влияние в Тибете, Сюанье поддержал хошутов. В Пекине хорошо понимали, что цинское господство в Монголии не может быть прочным без его религиозной поддержки из Лхасы, без благожелательного для маньчжуров воздействия далай-лам на буддийскую церковь Монголии. Тем не менее, на данном этапе Сюанье стремился ослабить правителей Лхасы руками хошутов, чтобы впоследствии подчинить и тех, и других.
В Джунгарии после смерти Галдана ойратским ханом стал его племянник Цэван-Рабдан. Он вновь объединил все четыре ойратских аймака, восстановив распавшееся было Джунгарское ханство. Будучи сторонником независимости, новый хан отклонил неоднократные предложения Сюанье стать «данником» богдохана. Обе стороны активно готовились к новой схватке. Цэван-Рабдан потребовал от Сюанье вернуть захваченные у Галдана земли к востоку и северу от Латая. В Пекине отвергли это требование. Со своей стороны, император настаивал на предоставлении самостоятельности каждому из четырёх княжеств-аймаков. Это значило фактически взорвать изнутри единство Ойратского государства и предельно ослабить центральную власть хана на фоне феодальной раздробленности. Естественный отказ Цэван-Рабдана ускорил схватку. В 1715 году началась вторая война между Цинской империей и Джунгарским ханством, которая велась с переменным успехом, не давая явного перевеса ни одной из сторон.
Цэван-Рабдан силами своего вассала Цэрэн-
Следующий маньчжурский император, Айсиньгиоро Иньчжэнь, всемерно усиливал свой контроль над Тибетом, хотя с 1723 по 1727 годы осуществлял отвод цинских войск из Лхасы. С его завершением в Тибете началась междоусобица. Для подавления начавшегося восстания Иньчжэнь направил во второй поход в Тибет 15 тысяч солдат из Сычуани, Шэньси и Юньнани. К моменту их прихода наследственный аристократ Полонай со своей девятитысячной армией уже стабилизировал положение. В награду за это он в 1728 году получил княжеский титул и право управления всей страной. Для постоянного контроля над Тибетом Иньчжэнь оставил в Лхасе двух цинских резидентов и тысячный гарнизон.
Внутренние события в Тибете ускорили установление контроля над ним маньчжурами при следующем императоре — Айсиньгиоро Хунли (правил под девизом «Цяньлун»). Умершему Полханасу в 1747 году наследовал его сын Гьюрмэ-Намгьял (Джурмэ-Намгэ, Чжурмэд-намчжал). Стремясь освободиться от маньчжурского контроля, он задумал вооружённое выступление, стал собирать войска якобы для борьбы с ойратами и установил связь с джунгарскими князьями. В 1750 году маньчжурские наместники убили Чжурмэд-намчжала. Это привело к народному восстанию в Лхасе и расправе над маньчжурами. В ответ Хунли организовал третий поход цинских войск на Тибет. В 1751 году, стремясь ещё больше разобщить страну, он передал управление ею уже не двум лицам, а четырём министрам-правителям, подчинив их Далай-ламе. Ханские и княжеские титулы упразднялись. По всем важным делам министры-правители должны были советоваться с наместниками; права последних расширились, а цинский гарнизон в Лхасе был увеличен. Всякие связи с Джунгарским ханством запрещались. Многие авторы (исходя в основном по китайским источникам) считают, что Тибет стал частью империи Цин, другие доказывают, что он стал зависимым государством, а не «частью Китая».
Тибет не имел собственной чеканной монеты, и пользовался старой непальской (мохар). После завоевания непальских княжеств королевством Горкха, его правитель Притхви Нараян Шах изъял в 1769 году старую и ввёл новую монету. Начались переговоры о внедрении в Тибете нового мохара и о его курсе, но они не дали результатов. Тогда правитель Непала и его регент Батур Се в 1788 году начали войну, и разграбили Тибет, но пришедшие на помощь Тибету китайско-маньчжурские войска разгромили непальцев и дошли до Катманду. По заключённому в 1792 году договору непальский правитель обязался не нарушать границ Тибета, вернуть награбленное, и признал себя данником Цинской империи.
Победу над Непалом в 1792 году Хунли и Хэшэнь использовали для укрепления в Тибете маньчжурского влияния. Цинские наместники получили право участвовать в назначении и смещении министров и чиновников, в контроле над финансами и инспектировании границ, то есть были поставлены в равное положение с Далай-ламой и Панчен-ламой. Внешние связи Тибета, в том числе переписка Далай-ламы с соседними странами, также оказались в руках цинских наместников. По мнению части авторов (опирающихся на китайские источники), маньчжурские резиденты превратились из контролёров в соправителей Далай-ламы и Панчен-ламы. Резко увеличилась численность гарнизонов, состоявших из монгольских и китайских частей. Всё это поставило Тибет под власть маньчжуров. Опасаясь иностранного влияния в Тибете, цинские императоры осуществляли политику его изоляции от внешнего мира. По данным ряда авторов, цинские императоры были связаны с высшими тибетскими иерархами отношениями «чой — йонг» (наставник — покровитель), и перечисленные меры были помощью в управлении и обороне, а не включением страны в империю Цин — то есть Тибет оставался отдельным государством; такой точки зрения придерживались и сами тибетцы в цинское время

## Тибет вБольшой Игре
В свете соперничества Великобритании и России в Азии Тибет стал объектом колониальных интересов этих держав. В целях недопущения преобладания влияния сильного соперника обе державы признали нахождение Тибета под «сюзеренитетом» ослабевшей Цинской империи, введя европейское понятие «сюзеренитета» для государств, где оно дотоле было неизвестно. Великобритания, несмотря на договорённости, испытывала значительные опасения, связанные с фигурой одного из ближайших приближенных Далай-Ламы — пророссийски настроенного Агвана Доржиева. Кульминацией соперничества за Тибет и Большой Игры в целом стала британская экспедиция в Тибет в 1903—1904 под командованием Френсиса Янгхазбенда. В 1906 году англичане организовали ещё одну мирную миссию в Тибет. В том же году была подписана англо-китайская конвенция по Тибету . Она объявила сюзеренитет империи Цин над Тибетом. Англичане обязались не аннексировать Тибет и не вмешиваться в его управление. Империя Цин обязалась не допускать вмешательства в управление Тибетом других иностранных государств. В 1907 русско-английские отношения к Тибету были урегулированы англо-русским соглашением, по которому обе стороны признавали сюзеренитет империи Цин над Тибетом. Китай решил установить прямое правление над Тибетом. Результатом стала цинская экспедиция в Тибет (1910). 12 февраля экспедиция заняла Лхасу. 25 февраля маньчжуры официально объявили о низложении Далай-Ламы XIII, который успел бежать в Сикким на северо-востоке Британской Индии. Революция в Китае привела к выводу китайских войск из Тибета к концу 1912 года.

## Провозглашение независимости
В 1911 году в империи Цин с Учанского восстания началась Синьхайская революция. Её содержанием было свержение маньчжурской династии и провозглашение национального государства ханьцев. В её ходе губернаторы отдельных провинций и территорий Китая один за другим заявляли о своей независимости от Пекина. В результате империя была разрушена. Объявили о своей независимости также Тибет и Монголия на основе того, что они были связаны с маньчжурской династией империи Цин, но не с Китаем как её частью. Важнейшие мировые державы, преследуя собственные интересы, сочли происходящие революционные события внутренним делом Китая, и заняли позицию строгого нейтралитета, ожидая, пока какая-нибудь из многочисленных противоборствующих сил не одержит верх и не создаст новое правительство, способное представлять страну на международной арене. Лишь также обретшая в 1911 году независимость от Цинской империи Монголия заключила с Тибетом в 1913 году Договор о дружбе и взаимопомощи, в котором оба государства взаимно признали друг друга.

## Первая мировая война
Тибет был нейтральным государством в Первой мировой войне, но выразил поддержку Великобритании и её союзникам. С началом войны Далай-лама немедленно предложил тысячу тибетских солдат для участия в войне на стороне Великобритании, но это предложение было отвергнуто. Далее он приказал, чтобы в главных монастырях по всему Тибету были совершены специальные молитвы за успех британского оружия. Поскольку тибетцы действительно верили в действенность молитвы, то они считали, что для них это был реальный и существенный вклад.

## Тибет в период Второй мировой войны и Тибетская торговая миссия
Перед войной Тибет с благословения Френсиса Янгхазбенда три раза посещает немецкий натуралист Эрнст Шефер, причем первые два раза под руководством Брука Долана (США), а третий при поддержке Аненэрбе. Позиция нейтралитета, принятая Тибетом в годы Второй мировой войны, стала прецедентом независимости политики Тибета от Китая. Этот период известен появлением в Лхасе офицера вермахта Генриха Харрера, бежавшего из британского лагеря (которого иногда ошибочно считают одним из наставников юного Далай-Ламы), и экспедицией Ильи Толстого (которого также провел в Лхасу Брук Долан), удостоверившей невозможность транспортировки вооружений из Индии в Китай через Тибет.

## В составе КНР
В 1950 году НОАК вошла в тибетский район Чамдо, подавив сопротивление плохо вооружённой тибетской армии. В 1951 году (возможно, под давлением китайской стороны) представители Далай-ламы, превысив свои полномочия, подписали с Пекином Соглашение по мирному освобождению Тибета, в котором утверждались китайские права на Тибет. 24 октября 1951 года была направлена телеграмма Мао Цзэдуну от имени Далай-Ламы с поддержкой Соглашения.
В дальнейшем китайцы постепенно наращивали своё присутствие в Тибете. Китайцы декларировали тактику «добрыми делами обретать друзей». В 1956 году был учреждён Подготовительный комитет по созданию Тибетского автономного района. С середины 1950-х годов на тибетских землях Кам и Амдо, входивших в китайские провинции, начались форсированные реформы, сопровождавшиеся массовыми репрессиями, казнями, уничтожением религии и китаизацией. Это вызвало недовольство народа, начались восстания, которые к 1959 г. перекинулись на Центральный Тибет (У-Цанг, то есть на территорию, контролировавшуюся правительством в Лхасе). Их подавление сопровождалось проведением реформ. Большинство монастырей было закрыто и частично разрушено, буддийские статуи в основном вывезены в Китай и переплавлены, драгоценные камни из них изъяты, не содержащие хозяйственно ценных материалов произведения религиозного искусства в основном уничтожены, значительная часть населения репрессирована или уничтожена. Согласно китайским источникам, в 1959 году в будущем ТАР были проведены «демократические реформы», в ходе которых был ликвидирован «отсталый феодально-крепостнический режим».
Часть деятелей правительства Тибета вместе с Далай-ламой, и десятки тысяч других тибетцев бежали. С 1959 года на территории Индии (в городе Дхарамсала) функционирует Тибетское правительство в изгнании. В 1965 году был официально провозглашён Тибетский автономный район (ТАР). В дальнейшем Китай проводит активную политику освоения Тибета, развития его инфраструктуры и китаизации. На территории Тибета разместились войска и расположилось значительное количество приехавших этнических китайцев.

Второй и последний выпуск марок Тибетского правительства в изгнании, 1974

Во времена Культурной революции (с 1966) Тибет, как и вся Китайская Народная Республика, был охвачен хаосом, режиссированным Мао Цзэдуном. В этот период были разрушены почти все оставшиеся монастыри и храмы, оставшиеся произведения буддийского искусства и книги в основном уничтожены, монахи репрессированы.
По утверждению Тибетского правительства в изгнании, китайцы на территории Тибета (ТАР и тибетских территорий, включенных в соседние китайские провинции) стали превосходить в количестве коренное население. Официально проведённая Китаем перепись населения 2005 года для ТАР этого не показывает. Сопоставляя разные данные, можно оценить, что подавляющее большинство этнических китайцев сосредоточено в районе Лхасы, где их количество точно не установлено. В остальных районах ТАР тибетцы превалируют. На остальных территориях исторического Тибета, включенных в китайские провинции, численно преобладают китайцы.
За время китайского правления в Тибетском автономном районе утроились сборы зерна, поголовье скота. Средняя продолжительность жизни населения увеличилась с 36 до 67 лет, само население выросло почти в 3 раза и в 2009 году приблизилось к 3 миллионам человек.
В 2008 году в Тибете произошли массовые беспорядки. Монахи устроили мирную акцию протеста к годовщине изгнания Далай-ламы в Индию, которая позже переросла в массовые беспорядки. В провинции Сычуань было совершено нападение на китайский полицейский участок, начался разгон митинга, по некоторым данным, китайская полиция применила огнестрельное оружие. Китайская сторона это отрицает.
Большинство тибетцев живут в отдалённых деревнях или кочевьях, они пасут яков или обрабатывают землю. В последние годы китайские власти проводят активную политику перевода кочевников в оседлость, что ведёт к утрате этого традиционного уклада. В то же время, благодаря обширным инвестициям центрального правительства, крупные города Тибета сейчас переживают настоящий бум. Бум, который по словам обозревателей, идет на пользу более квалифицированным китайским мигрантам в ущерб коренным тибетцам. «Тибетцы не просто беднее. Их крайне низкая образованность не оставляет им шансов получить постоянную и хорошо оплачиваемую работу в городах», — говорится в сообщении Тибетской информационной сети, посвященном проблеме роста проституции.
В последнее время остро стоит проблема сохранения уникальной тибетской культуры. Современные тибетцы ассимилируются китайцами, что приводит к утрате тибетского языка и многовековой культуры. Однако меры по сохранению тибетской культуры проводятся в Индии Тибетским Правительством в изгнании.